# Ensete ventricosum
Ensete ventricosum, conegut comunament com a Bananer d'Etiòpia, Bananer d'Abissínia, falsa banana, o ensete, és una espècie dins les plantes amb flors dins el gènere Ensete i dins la família Musaceae que és la de la banana. El nom Ensete ventricosum va ser publicat primer l'any 1948 en el Kew Bulletin, 1947, p. 101. És una planta nativa del costat est de l'altiplà africà i s'estén cap al nord des del Transvaal a Moçambic, Zimbàbue, Malawi, Kenya, Uganda i de Tanzània a Etiòpia, i a l'oest cap al Congo, es troba en boscos molt plujosos de les muntanyes i al costat dels corrents d'aigua.
Es cultiva com aliment i es fa servir en jardineria però no resisteix les glaçades.

## Descripció
Es considera que és un arbre no llenyós (en realitat una planta perenne gegant monocàrpica de fulla persistent) que fa fins a 6 m d'alt, les seves fulles són grosses, de 5 m de llarg i 1 m d'amplada, i recorden les del bananer, tenen una costella de color salmó. Només floreix una vegada durant la vida de la planta i ho fa en forma d'una gran panícula. Els fruits són similars a les bananes comestibles cultivades, també són comestibles però són insípides presenten unes llavors dures cúbiques. Després de florir aquesta planta mor.

## Ús en agricultura
S'estima que el bananer d'Abissínia proporciona més aliment per unitat de superfície que la majoria dels cereals i que "40-60 plantes són suficients per alimentar una família de 5 a 6 membres." – Country Information Brief, FAO June 1995. Se'n conreen més de 150.000 hectàrees a Etiòpia i se'n consumeix tant la tija com l'arrel. De la tija i la inflorescència se n'obté una pols rica en midó que es fermenta i es menja com a farinetes o bé s'amassa per coure. L'arrel bulbosa, que pot pesar fins a 40 kg, és la part comestible més important de la planta. De fet, E. ventricosum és el conreu d'arrel més important a Etiòpia.
E. ventricosum pot tolerar l'eixut o secada millor que la majoria dels cereals i en general es propaga pels seus rebrots. El rendiment del conreu arriba a 10.000 kg per hectàrea i sovint es conrea associat amb sorgo o plantes del cafè.

## Varietats conegudes i híbrids
- Ensete ventricosum 'Atropurpureum'
- Ensete ventricosum 'Green Stripe'
- Red false banana (Ensete ventricosum 'Maurelii', syn. Musa maurelii)
- Ensete ventricosum 'Montbeliardii'
- Ensete ventricosum 'Tandarra Red' (syn. Musa 'Tandarra Red')
- Ensete ventricosum 'Red Stripe' (syn. Musa 'Red Stripe')
- Ensete ventricosum 'Rubra' (syn. Musa ensete 'Rubra')